# The Vikings
The Vikings è un videogioco d'azione pubblicato nel 1986 per Commodore 64 e Amstrad CPC, con un protagonista vichingo. Fu il primo prodotto della Kele Line, una delle prime editrici di videogiochi danesi, che ebbe vita breve e successivamente pubblicò soltanto Tiger Mission e Zyrons Escape per Commodore 64.
The Vikings ottenne giudizi medi dalle riviste di settore, che fanno notare che la modalità di gioco ricorda molto quella di Rambo.

## Trama
Si controlla il vichingo Erik che deve saccheggiare un arcipelago di due isole presso le coste britanniche, prima l'isola di Krag a sud e poi l'Isola della Morte a nord, abitata da nemici molto più terribili.

## Modalità di gioco
La visuale è dall'alto, con il personaggio controllato dal giocatore sempre al centro e lo sfondo che può scorrere in tutte le direzioni. Si comincia sulla spiaggia della prima isola, che comprende villaggi, foreste e infinite orde di nemici che gettano lance. Il protagonista è inizialmente disarmato ma può trovare una spada, che di fatto è un'arma da lancio con colpi illimitati e rende il gioco principalmente uno sparatutto, e degli scudi, che ricaricano l'energia e rendono il personaggio più resistente ai colpi ricevuti.
Altri oggetti devono essere raccolti e utilizzati, in particolare una scala che permetterà a sua volta di raggiungere una torcia. Ottenuta la torcia, il giocatore può appiccare fuoco alle capanne degli isolani, distruggendole in modo permanente e ottenendo così altri oggetti. Una volta trovati i necessari pezzi della nave vichinga si può tornare alla spiaggia e ripartire per la seconda isola.
Il giocatore deve pilotare la nave fino all'approdo, in mare non ci sono nemici ma se si avanza troppo dalla parte sbagliata si precipita giù dal bordo della terra piatta.
Giunti alla seconda isola si torna a controllare il personaggio a piedi, si combattono nuovi nemici, anche non umani, e si devono trovare nuovi oggetti che permetteranno di espugnare la fortezza finale.

## Musica
Il tema musicale su entrambe le piattaforme è The Goblin Battle, tratta dall'album Labyrinth, colonna sonora dell'omonimo film. Il brano, originariamente composto da Trevor Jones, è stato adattato da We M.U.S.I.C. (Ben Daglish e Tony Crowther). Fa da sottofondo continuo al gioco, mentre sono quasi assenti gli effetti sonori.